# Desmomys harringtoni
Desmomys harringtoni — вид гризунів родини мишевих (Muridae). Зустрічається тільки в Ефіопії. Його природним середовищем проживання є субтропічні або тропічні вологі гірські ліси та субтропічні або тропічні вологі чагарники.

## Морфологічна характеристика
Це гризун середнього розміру з довжиною голови й тулуба від 128 до 144 мм, довжиною хвоста від 122 до 135 мм, довжиною стопи від 27 до 29 мм, довжиною вуха від 17 до 18 мм і вагою до 77 грамів. Шерсть довга і м'яка. Спинні частини чорно-бурі, особливо вздовж хребта, основа волосків сіра, боки світліші, а черевні частини білі або сірувато-білі з тонкою жовтувато-бурою смужкою вздовж центру грудей. Лінія поділу з боків чітка. Вуха округлі та вкриті короткими жовто-коричневими волосками. Хвіст приблизно такий же завдовжки, як голова й тулуб, зверху темний, знизу світлий і вкритий кільцями лусочок і короткою щетиною.

## Поведінка
Це нічний і частково деревний вид. Будує гнізда зі сплетених стебел трави в підліску. Харчується стеблами та листям трав.